# Hiroshi Tada
Hiroshi Tada (jap. 多田宏 Tada Hiroshi; ur. 13 grudnia 1929) – nauczyciel aikido, 9 dan Aikikai. Urodził się w prefekturze Nagasaki. W 1952 ukończył studia na Uniwersytecie Waseda w Tokio. W czasie studiów był członkiem uniwersyteckiego klubu karate. Około  roku 1948 rozpoczął treningi aikido w Hombu Dojo. W 1954 został instruktorem Aikikai, a w 1957 otrzymał stopień 6 dan. W 1964 został wysłany do Rzymu, gdzie w 1966 otworzył dojo. W 1969 otrzymał stopień 8 dan. W 1973 powrócił do Japonii. Sensei Tada rozwinął system ćwiczeń oddechowych i medytacyjnych wspierających trening aikido, nazywany Ki no Renma ("trening Ki" lub "uprawa Ki").